# Adana degli Armeni
Adana degli Armeni (łac. Adanensis Armenorum) – stolica historycznej eparchii Kościoła ormiańskokatolickiego, z siedzibą w Adanie. Istniała od II połowy XVIII wieku do ok. 1934. Obecnie stolica tytularna dla biskupów ormiańskokatolickich, erygowana w roku 1972 przez papieża Pawła VI.

## Biskupi Adany
- Krikor Kupelian (1774–1788)
- Etienne Holassian (1820–1861)
- Garabed Aslanian (1885–1890)
- Paul Peter Terzian (1892–1910)
- Pascal Keklikian (1911–1934)

## Biskupi tytularni
| Lp. | Biskup             | Funkcja                                                        | Od                | Do                   |
| --- | ------------------ | -------------------------------------------------------------- | ----------------- | -------------------- |
| 1   | Joseph Gennangi    | biskup emeryt Al-Kamiszli                                      | 20 listopada 1972 | 22 października 1982 |
| 2   | Nechan Karakéhéyan | ordynariusz Europy Wschodniej, administrator apostolski Grecji | 2 kwietnia 2005   | 15 lutego 2021       |